# John Ventimiglia
Pour les articles homonymes, voir Ventimiglia (homonymie).
John Ventimiglia est un acteur américain né le 17 juillet 1963 à Ridgewood, État de New York (États-Unis).
Il est surtout connu pour avoir incarné Artie Bucco dans la série Les Soprano.

## Biographie
John Ventimiglia est né le 17 juillet 1963 à Ridgewood, État de New York (États-Unis).
Ses parents sont originaires de Castellammare del Golfo, Sicile.

### Vie privée
Il est marié à Belinda Cape depuis 1994. Ils ont deux filles, Odele Ventimiglia (1997 - 2023) et Lucinda Ventimiglia.

## Filmographie

### Cinéma

#### Longs métrages
- 1992 : Swoon de Tom Kalin : Un gardien de prison
- 1994 : Deux cow-boys à New York (The Cowboy Way) de Gregg Champion : Un policier
- 1994 : Coups de feu sur Broadway (Bullets Over Broadway) de Woody Allen : Un homme
- 1994 : Mortelle Cavale (Hand Gun) de Whitney Ransick : Angel
- 1994 : Post Cards from America de Steve McLean : Le chauffeur
- 1995 : Party Girl de Daisy von Scherler Mayer : Un homme
- 1995 : Stonewall de Nigel Finch : Le videur
- 1995 : Angela de Rebecca Miller : Andrew
- 1995 : Low de Lise Raven : Terry "Lullaby" Fairlane
- 1996 : Nos funérailles (The Funeral) d'Abel Ferrara : Sali
- 1996 : I Shot Andy Warhol de Mary Harron : John
- 1996 : Trees Lounge de Steve Buscemi : Johnny
- 1996 : Mesure d'urgence (Extreme Measures) de Michael Apted : Inspecteur Manning
- 1996 : Girls Town de Jim McKay : Eddie
- 1997 : Copland (Cop Land) de James Mangold : Officier Michael Vittorio
- 1997 : Sue perdue dans Manhattan (Sue) d'Amos Kollek : Larry
- 1997 : Niagara, Niagara de Bob Gosse : Doug
- 1997 : Arresting Gena d'Hannah Weyer : Joey
- 1997 : Kicked in the Head de Matthew Harrison : Un homme à la fête
- 1998 : Quitte ou double (No Looking Back) d'Edward Burns : Tony
- 1998 : Claire Dolan de Lodge Kerrigan : Le chauffeur de taxi à Newark
- 1998 : Louis and Frank d'Alexandre Rockwell : Alvin
- 1999 : Mickey les yeux bleus (Mickey Blue Eyes) de Kelly Makin : Johnny Graziosi
- 1999 : On the Run de Bruno de Almeida : Louie Salazar
- 1999 : Row Your Boat de Sollace Mitchell : Anton
- 1999 : Jesus' Son d'Alison Maclean : McInnes
- 2001 : Plan B de Greg Yaitanes : Raymond Pelagi
- 2001 : The Boys of Sunset Ridge de Doug McKeon : Hank Bartlowski à 33 ans
- 2001 : Series 7: The Contenders de Daniel Minahan : L'opérateur (voix)
- 2002 : Personal Velocity: Three Portraits de Rebecca Miller : Le narrateur (voix)
- 2005 : The War Within de Joseph Castelo : Gabe
- 2007 : The Lovebirds de Bruno de Almeida : John Constantin
- 2009 : Notorious BIG (Notorious) de George Tillman Jr. : Détective Farelli
- 2009 : The Missing Person de Noah Buschel : Hero
- 2009 : Rosencrantz and Guildenstern Are Undead de Jordan Galland : Theo Horace / Horatio
- 2009 : The Hungry Ghosts de Michael Imperioli : James
- 2011 : Hold-Up (Flypaper) de Rob Minkoff : Weinstein
- 2011 : Violet et Daisy (Violet and Daisy) de Geoffrey S. Fletcher : Un homme
- 2011 : Ponies de Nick Sandow : Drazen
- 2012 : Alter Egos de Jordan Galland : Le psychiatre
- 2012 : Operação Outono de Bruno de Almeida (pt) : Général Humberto Delgado
- 2013 : Blood Ties de Guillaume Canet : Valenti
- 2013 : The Iceman d'Ariel Vromen : Mickey Scicoli
- 2013 : The Cold Lands de Tom Gilroy : Jackson
- 2014 : Glass Chin de Noah Buschel : Jack Marchiano
- 2015 : The Wannabe de Nick Sandow : Arthur
- 2015 : Ava's Possessions de Jordan Galland : Père Merrino
- 2016 : The Phenom de Noah Buschel : Red Briles
- 2016 : Money Monster de Jodie Foster : Un membre du commando
- 2018 : Cabaret Maxime de Bruno de Almeida : Veebie
- 2019 : Human Capital de Marc Meyers : David
- 2020 : The Man in the Woods de Noah Buschel : Commissaire Milo
- 2021 : Haymaker de Nick Sasso : Javier
- 2023 : Men of Divorce de Noah Pritzker : Sipple

#### Courts métrages
- 1992 : Things We Said Today de John Miller-Monzon : Alfonso
- 2000 : Woman Found Dead in Elevator d'Adam M. Goldstein : Marcos
- 2005 : Nicky's Game de John-Luke Montias : Nicky Singer
- 2007 : In Vivid Detail de Dara Bratt : Justin
- 2010 : We Follow the Rules de Russ Senzatimore : Capitaine Garda
- 2010 : Bang d'Holle Singer : L'homme perdu
- 2010 : All In de Lennon Ficalora : Le parieur
- 2019 : The Talking Tree de Stefan Hunt : L'arbre

### Télévision

#### Séries télévisées
- 1994 - 1995 / 1998 / 2009 - 2010 : New York, police judiciaire (Law and Order) : Gaydos / Nick Capetti / Officier Frank Dietrick / Dibbens, avocat de la défense
- 1995 : Homicide (Homicide: Life on the Street) : Manuel
- 1995 : As the World Turns : Chuck
- 1996 / 1999 : New York Undercover : Lenny / Peter Vitti
- 1997 : New York Police Blues (NYPD Blue) : Michael Zorzi
- 1997 : Feds : Alfonse Bucco
- 1997 : C-16 : Nick Tulli
- 1999 - 2007 : Les Soprano (The Sopranos) : Arthur "Artie" Bucco
- 2000 - 2001 / 2008 : Unité 9 (Level 9) : Justin Malik
- 2007 : Les Experts (CSI: Crime Scene Investigation) : Stanley Vespucci
- 2007 : Six Degrees : Jimmy McLean
- 2007 : New York, section criminelle (Law and Order: Criminal Intent) :
- 2009 : FBI : Duo très spécial (White Collar) : Burrelli
- 2010 : Mercy Hospital (Mercy) : Damiano
- 2011 - 2014 : Blue Bloods : Dino Arbogast
- 2012 : Person of Interest : Christopher Zambrano
- 2012 : NYC 22 : Inspecteur Carl Woods
- 2012 : Made in Jersey : Ed Koeneke
- 2013 : New York, unité spéciale (Law and Order: Special Victims Unit) : Bobby Navarro
- 2014 : Believe : Steve
- 2014 - 2015 : The Good Wife : Détective Gary Prima
- 2015 : Blacklist (The Blacklist) : Ramsey Mills, le gardien
- 2016 : Elementary : Harry Magarac
- 2016 : Vinyl : Lou Meshejian
- 2016 : Bull : Dormit
- 2017 : The Breaks : Orson Bainbridge
- 2018 : Crashing : Raymond
- 2018 - 2019 : Jessica Jones : Détective Eddy Costa
- 2019 : Reprisal : Tolly
- 2019 :  At Home with Amy Sedaris : Un homme
- 2022 : Gaslit : John Sirica
- 2024 : Hotel Cocaine : Hunter Thompson

#### Téléfilm
- 2000 : King of the World de John Sacret Young : Angelo Dundee